# 199-я стрелковая дивизия (1-го формирования)
199-я стрелковая дивизия — воинское подразделение Вооружённых сил СССР в Великой Отечественной войне.

## История
Сформирована в марте 1941 года в Киевском Особом военном округе. В действующей армии с 22 июня 1941 по июль 1942 года.
18 июня 1941 года по приказу штаба округа дивизия начала выдвижение в район г. Гусятин Чортковского района Тернопольской области. К утру 22.06.1941 года дивизия на марше к месту сосредоточения проходит район нп Погребище. В начале июля 1941 года находилась на рубеже р. Случь, у города Ново-Мирополь, где понесла большие потери.
Спецсообщение НКВД СССР № 41/303 в ГКО.
 6 июля у Ново-Мирополя потерпела поражение, понеся большие потери людьми и материальной частью, 199-я стрелковая дивизия.
Во время паники, создавшейся в подразделениях при наступлении противника, командование не сумело предотвратить начавшееся бегство. Управление штаба дивизии разбежалось. Командир дивизии Алексеев, зам. командира по политчасти Коржев и нач. штаба дивизии Герман оставили полки и с остатками штаба бежали в тыл.

Командир дивизии полковник Алексеев, зам. командира дивизии по политчасти полковой комиссар Коржев и нач. штаба дивизии подполковник Герман арестованы и преданы суду военного трибунала. ¹ 

### На оборонительном рубеже
Из приказа начальника тыла 26-й армии № 09 от 28 августа 1941 года об эшелонировании войскового тыла в обороне:

Для обеспечения частей боеприпасами, горючим и прочим имуществом устанавливается нижеследующее базирование:

а) по боеприпасам:

б) по горюче-смазочным материалам:
Начальнику артиллерийского снабжения армии подавать летучки с боеприпасами …— Сборник боевых документов Великой Отечественной войны. Выпуск 22. (приводится по: Генеральный Штаб. Военно-научное управление Сборник боевых документов Великой Отечественной войны. — Москва: Воениздат, 1954. — Т. 22.)
Восстановлена в составе фронта, за счёт сил, в том числе 47-й танковой дивизии и передана в 38-ю армию.
Зимой-весной 1942 г. вела оборонительные бои и предпринимала наступление с ограниченными целями в районах Волчанска и Балаклеи. В июле 1942 года участвовала в Донбасской оборонительной операции, затем оборонялась в составе Южного и Сталинградского фронтов. С 23.07.1942 года выведена в резерв, в августе 1942 расформирована.

## Подчинение
- Юго-Западный фронт, 12-я армия, 49-й стрелковый корпус — на 22.06.1941
- Юго-Западный фронт, 38-я армия — на 04.08.1941
- Южный фронт, 38-я армия — на начало июля 1942 года.
- Сталинградский фронт, 38-я армия — на конец июля 1942 года.

## Состав
- 492-й стрелковый полк
- 584-й стрелковый полк
- 617-й стрелковый полк
- 500-й лёгкий артиллерийский полк
- 465-й гаубичный артиллерийский полк
- 124-й отдельный противотанковый дивизион
- 187-й отдельный зенитный артиллерийский дивизион
- 257-й разведывательный батальон
- 335-й отдельный сапёрный батальон
- 569-й отдельный батальон связи
- 2-й медико-санитарный батальон
- 285-й автотранспортный батальон
- 178-я отдельная рота химической защиты
- 269-я полевая хлебопекарня
- 32-й дивизионный ветеринарный лазарет
- 6-я полевая артиллерийская мастерская
- 705-я полевая почтовая станция
- 591-я полевая касса Госбанка

## Командиры
- Жолудев, Виктор Григорьевич с 03.1941 по 04.04.1941 (в должность не вступил)
- Алексеев, Александр Николаевич, полковник, с 04.04.1941 по 06.08.1941 (предан суду)
- Аверин, Дмитрий Васильевич, комбриг, с 06.08.1941 по 10.01.1942
- Давыдов-Лучицкий, Всеволод Владимирович, полковник, с 11.01.1942 по 08.03.1942
- Верёвкин, Фёдор Андреевич, полковник, с 18.03.1942 по 15.08.1942
- Хватов, Михаил Емельянович подполковник, заместитель командира дивизии, ВРИО командира с июля 1942 года.